# 昔日世界
昔日世界（英語：レガシーワールド），是日本純種競賽馬匹，生涯活躍於中距離賽事，曾於1993年勝出日本盃。

## 出賽前
1989年4月23日出生於北海道靜內町（今新日高町）Heitaha牧場，成長途中被田島政雄旗下賽馬公司Horse Tajima Co. Ltd.購入。
其後交由栗東訓練中心練馬師戶山為夫訓練。

## 競賽生涯

### 3歲（現2歲）
1991年8月18日出戰函館競馬場3歲新馬戰，於其中僅獲得第四。
其後繼續出戰3歲新馬戰及3歲未勝利戰，然而常常於入閘時表現出興奮的狀態導致其於比賽中無法發揮速度，因而所有賽事均落敗。
11月16日賽後更被查出骨折而需要休養，休養途中被接受閹割手術以緩解賽前過度興奮的問題。

### 4歲（現3歲）
1992年6月於一場4歲未勝利戰復出，然而於入場熱身時將鞍上的騎師小谷内秀夫甩落而被判處比賽除外。
7月11日出戰繼續4歲未勝利戰，於其中以凌厲的姿態加速，最終以頭位優秀壓贏第二名的賽駒取得首勝。
其後主要出戰條件戰及公開賽，並取得兩冠一亞一季的優秀戰績。
9月27日出戰聖烈特紀念，比賽初段雖然處於第9檔起步，但仍然選擇搶佔位置領放，並做出前1000米60.6秒的慢步速。進入直路後，其仍然有餘力繼續於前方位置衝刺，雖然於直路中段一度被米浴超越，但憑借其優秀的韌力之下成功於終點線前反超，最終以頭位優勢奪得首個分級賽冠軍。
雖然其贏得聖烈特紀念取得菊花賞的優先出賽權，但礙於閹馬的身份未能參賽，取而代之爲公開賽東京體育盃及唐卡士打盃，並成功取得連勝。
11月29日出戰日本盃，雖然比賽途中維持不俗的走勢，但最終力弱之下被東海帝皇、自然派及Dear Doctor超越以第四完賽。
其後出戰有馬紀念，比賽初段由於大德日神和目白善信以更凌厲的速度搶佔先機，昔日世界只能保持於第三的位置。進入直路後，其嘗試於內欄位置加速突破，並於直路中後段不斷迫近前方的目白善信，可惜最後仍然未能阻止對手一放到底，最終以鼻位差憾負得第二。

### 5歲（現4歲）
1993年年初以美國賽馬會盃作爲年度首戰，雖然於賽前以1.4倍的獨贏賠率取得壓倒性的第一人氣，但於比賽途中無法超越領放馬白石，最終被拉開2 1/2馬位落敗。
其後再度因骨折以進入休養，於休養途中，練馬師戶山為夫因食道癌去世，因而昔日世界交由戶山之徒弟森秀行繼續訓練。
10月10日出戰京都大賞典，夥拍河內洋組成新組合。比賽開始後，其保持於先頭位置展開推進，並於比賽途中保持穩定的節奏。進入直路後，其隨即以優秀的反應進行加速，可惜仍然未能縮窄和前方一早衝出的目白麥昆的距離，最終奪得三連亞。
11月28日出戰日本盃，面對衆多強敵下賽前僅獲得第六人氣。比賽開始後，前方由目白善信領放，昔日世界處於第二的位置，第一人氣高大山及第二人氣白口罩於中團靠後，而第三人氣高善之星則於最後方追走。進入直路後，昔日世界瞬間加速取代目白善信成爲領先的賽駒，並繼續於直路上保持加速。直路中段，由於昔日世界不斷進行衝刺，加上後上的高大山之騎師戴崇謀誤判終點線的位置提早減速，導致昔日世界得以拉開距離率先透出，最終以1 1/4馬位優勢取得首個一級賽冠軍，亦爲日本賽馬史上首匹勝出一級賽的日本訓練閹馬。
其後出戰有馬紀念，採用拿手的先行戰術下未能於直路追上前方的東海帝皇、琵琶晨光及優秀素質，其後亦被後方的詩歌劇超越，最終以第五完賽。

### 6歲（現5歲）
1994年陣營原定安排其遠征美國，但受到肌腱炎及皮膚病的影響下無法成行並需要進入長期休養，最終跳過了整個6歲生涯。

### 7歲（現6歲）
1995年8月20日於函館紀念復出出自時隔1年8個月的比賽，然而狀態未完全恢復下以包尾第十六大敗。
其後亦出戰其他賽事但未能奪魁，最佳戰績爲於產經賞及鳴尾紀念取得第九。

### 8歲（現7歲）
1996年繼續現役出戰賽事，但未能勝出任何一場，最佳戰績爲於公開賽大阪城錦標的第六。
7月7日出戰寶塚紀念取得第八後，陣營考慮其近年表現，決定安排其退役。

### 詳細賽績
| 日期       | 舉辦國家 | 馬場 | 距離   | 級別 | 賽事名稱     | 負重 | 騎師       | 馬號 | 出馬 | 名次     | 時間     | 頭馬（二馬）        |
| ---------- | -------- | ---- | ------ | ---- | ------------ | ---- | ---------- | ---- | ---- | -------- | -------- | ------------------- |
| 18/8/1991  | 日本     | 函館 | 草1200 |      | 3歲新馬      | 53   | 小島貞博   | 2    | 7    | 4        | 1:12.1   | Hayano Kick         |
| 24/8/1991  | 日本     | 函館 | 草1200 |      | 3歲新馬      | 53   | 小島貞博   | 6    | 9    | 2        | 1:11.8   | Air Jordan          |
| 7/9/1991   | 日本     | 函館 | 草1200 |      | 3歲未勝利    | 53   | 小谷内秀夫 | 4    | 10   | 5        | 1:14.0   | Star Position       |
| 26/10/1991 | 日本     | 京都 | 草1600 |      | 3歲未勝利    | 53   | 小島貞博   | 7    | 16   | 3        | 1:37.4   | Dyna Splendor       |
| 16/11/1991 | 日本     | 東京 | 草1800 |      | 3歲未勝利    | 54   | 小島貞博   | 5    | 18   | 4        | 1:50.6   | Persian Spot        |
| 28/6/1992  | 日本     | 福島 | 草1800 |      | 4歲未勝利    |      | 小谷内秀夫 | 3    | 15   | 閘前退賽 | 閘前退賽 | Cosmic Rays         |
| 11/7/1992  | 日本     | 福島 | 草1800 |      | 4歲未勝利    | 55   | 小谷内秀夫 | 14   | 16   | 1        | 1:52.0   | （Nishino Machine） |
| 25/7/1992  | 日本     | 新潟 | 草2200 |      | 三面川特別   | 55   | 小谷内秀夫 | 10   | 13   | 3        | 2:14.6   | Muguet Rouge        |
| 15/8/1992  | 日本     | 函館 | 草2000 |      | 奧尻特別     | 55   | 小谷内秀夫 | 4    | 8    | 1        | 2:04.4   | （Cheers More）     |
| 22/8/1992  | 日本     | 函館 | 草2500 |      | 松前特別     | 54   | 小谷内秀夫 | 5    | 10   | 1        | 2:38.4   | （Miss Kochoran）   |
| 13/9/1992  | 日本     | 函館 | 草1800 | OP   | UHB盃        | 53   | 小谷内秀夫 | 2    | 13   | 2        | 1:52.1   | Janis               |
| 27/9/1992  | 日本     | 中山 | 草2200 | GII  | 聖烈特紀念   | 56   | 小島貞博   | 9    | 14   | 1        | 2:13.6   | （米浴）            |
| 25/10/1992 | 日本     | 東京 | 草2400 | OP   | 東京體育盃   | 56   | 小谷内秀夫 | 3    | 10   | 1        | 2:26.1   | （Heian Wassl）     |
| 8/11/1992  | 日本     | 京都 | 草2400 | OP   | 唐卡士打盃   | 57   | 小谷内秀夫 | 5    | 10   | 1        | 2:24.8   | （Hishi Masaru）    |
| 29/11/1992 | 日本     | 東京 | 草2400 | GI   | 日本盃       | 55   | 小谷内秀夫 | 6    | 14   | 4        | 2:25.4   | 東海帝皇            |
| 27/12/1992 | 日本     | 中山 | 草2500 | GI   | 有馬紀念     | 55   | 小谷内秀夫 | 6    | 16   | 2        | 2:33.5   | 目白善信            |
| 24/1/1993  | 日本     | 中山 | 草2200 | GII  | 美國賽馬會盃 | 57   | 小谷内秀夫 | 3    | 9    | 2        | 2:15.4   | 白石                |
| 10/10/1993 | 日本     | 京都 | 草2400 | GII  | 京都大賞典   | 58   | 河内洋     | 9    | 10   | 2        | 2:23.3   | 目白麥昆            |
| 28/11/1993 | 日本     | 東京 | 草2400 | GI   | 日本盃       | 57   | 河内洋     | 8    | 16   | 1        | 2:24.4   | （高大山）          |
| 26/12/1993 | 日本     | 中山 | 草2500 | GI   | 有馬紀念     | 57   | 河内洋     | 9    | 14   | 5        | 2:31.7   | 東海帝皇            |
| 20/8/1995  | 日本     | 函館 | 草2000 | GIII | 函館紀念     | 58   | 河内洋     | 15   | 16   | 16       | 2:05.3   | Inter My Way        |
| 18/9/1995  | 日本     | 中山 | 草2200 | GII  | 產經賞       | 59   | 河内洋     | 5    | 10   | 9        | 2:18.1   | 菱亞馬遜            |
| 8/10/1995  | 日本     | 京都 | 草2400 | GII  | 京都大賞典   | 59   | 武豐       | 10   | 13   | 13       | 2:28.0   | 菱亞馬遜            |
| 28/10/1995 | 日本     | 東京 | 草1600 | OP   | 愛爾蘭盃     | 59.5 | 蛯名正義   | 9    | 11   | 11       | 1:35.6   | 步步雷霆            |
| 19/11/1995 | 日本     | 京都 | 草1600 | GI   | 一哩冠軍賽   | 57   | 村本善之   | 4    | 18   | 13       | 1:35.0   | 步步雷霆            |
| 9/12/1995  | 日本     | 阪神 | 草2500 | GII  | 鳴尾紀念     | 58   | 河内洋     | 4    | 12   | 9        | 2:32.9   | Kanetsu Cross       |
| 24/1/1996  | 日本     | 川崎 | 泥2000 |      | 川崎紀念     | 55   | 河内洋     | 6    | 12   | 9        | 2:10.8   | Hokuto Vega         |
| 19/2/1996  | 日本     | 東京 | 草2500 | GII  | 目黑紀念     | 56   | 的場均     | 1    | 14   | 8        | 2:34.6   | Yu Sensho           |
| 20/3/1996  | 日本     | 船橋 | 泥2400 |      | 大尾光紀念   | 55   | 羅拔時     | 6    | 8    | 6        | 2:34.1   | Hokuto Vega         |
| 6/4/1996   | 日本     | 阪神 | 草2500 | OP   | 大阪城錦標   | 56   | 南井克巳   | 11   | 13   | 4        | 2:32.7   | Daitaku Surgeon     |
| 11/6/1996  | 日本     | 京都 | 草2200 | GIII | 京阪盃       | 56   | 河内洋     | 1    | 16   | 16       | 2:15.4   | 舞伴                |
| 25/5/1996  | 日本     | 東京 | 草2400 | OP   | 五月錦標     | 56   | 的場均     | 8    | 13   | 7        | 2:26.6   | Daigo Soul          |
| 7/7/1996   | 日本     | 阪神 | 草2200 | GI   | 寶塚紀念     | 58   | 芹澤純一   | 2    | 13   | 8        | 2:13.1   | 摩耶重炮            |

## 退役後
退役後，由於昔日世界經已接受閹割，所以不能進行配種工作，因而返回出生地北海道靜內町（今新日高町）Heihata牧場以功勞馬身份進行養老生活。
2021年8月18日，其因衰老以32歲高齡死亡。

## 血統簡介
父系Mogami爲法國賽駒，生涯戰績不佳，退役後被目白牧場引入日本作配種馬之用。祖父利法爾爲美國生產的法國賽駒，出自著名種馬北地舞人系，生涯亦僅得一敗，退役後亦成爲歐洲著名種馬，現以成爲一支獨立系統。
母系Donna Lydia爲日本馬匹，生涯無出賽紀錄。外祖父Jim French爲美國賽駒，生涯戰績優秀，曾勝出聖雅尼塔打吡，亦於肯塔基打吡及貝蒙錦標跑獲亞軍。

### 血統表
| 父線：利法爾系（北地舞人系）        |                                 |                |                |
| 種馬 Mogami 1976年（棕色）          | 利法爾 1969年（棗色）           | 北地舞人       | 新北區         |
| 種馬 Mogami 1976年（棕色）          | 利法爾 1969年（棗色）           | 北地舞人       | Natalma        |
| 種馬 Mogami 1976年（棕色）          | 利法爾 1969年（棗色）           | Goofed         | Court Martial  |
| 種馬 Mogami 1976年（棕色）          | 利法爾 1969年（棗色）           | Goofed         | Barra          |
| 種馬 Mogami 1976年（棕色）          | No Luck 1968年（深棗色）        | Lucky Debonair | Vertex         |
| 種馬 Mogami 1976年（棕色）          | No Luck 1968年（深棗色）        | Lucky Debonair | Fresh as Fresh |
| 種馬 Mogami 1976年（棕色）          | No Luck 1968年（深棗色）        | No Teasing     | Palestinian    |
| 種馬 Mogami 1976年（棕色）          | No Luck 1968年（深棗色）        | No Teasing     | No Fiddling    |
| 繁殖雌馬 Donna Lydia 1983年（栗色） | Jim French 1968年（棗色）       | Graustarl      | 里博           |
| 繁殖雌馬 Donna Lydia 1983年（栗色） | Jim French 1968年（棗色）       | Graustarl      | Flower Bowl    |
| 繁殖雌馬 Donna Lydia 1983年（栗色） | Jim French 1968年（棗色）       | Dinner Partner | Tom Fool       |
| 繁殖雌馬 Donna Lydia 1983年（栗色） | Jim French 1968年（棗色）       | Dinner Partner | Bluehaze       |
| 繁殖雌馬 Donna Lydia 1983年（栗色） | Daigo Hama Isami 1966年（栗色） | China Rock     | Rockefella     |
| 繁殖雌馬 Donna Lydia 1983年（栗色） | Daigo Hama Isami 1966年（栗色） | China Rock     | May Wong       |
| 繁殖雌馬 Donna Lydia 1983年（栗色） | Daigo Hama Isami 1966年（栗色） | Hama Isami     | Vino Puro      |
| 繁殖雌馬 Donna Lydia 1983年（栗色） | Daigo Hama Isami 1966年（栗色） | Hama Isami     | Miss Higashi   |
| 雌系：號族：4-d                     |                                 |                |                |
| 五代內近親交配：無                  |                                 |                |                |

## 命名由來
名字中，Legacy（レガシー）意思就是遺產，香港則取其含意，翻譯為「昔日」，World（ワールド）就是「世界」。

## 外部連結
- 昔日世界 netkeiba.com （页面存档备份，存于）
- 血統表 （页面存档备份，存于）